# Maxim Gennadjewitsch Potapow
Maxim Gennadjewitsch Potapow (russisch Максим Геннадьевич Потапов; * 25. Mai 1980 in Woronesch, Russische SFSR) ist ein ehemaliger russischer Eishockeyspieler, der einen Großteil seiner Karriere bei Torpedo Nischni Nowgorod in der russischen Superliga und der Kontinentalen Hockey-Liga unter Vertrag stand.

## Karriere
Maxim Potapow begann seine Karriere als Eishockeyspieler in seiner Heimatstadt in der Nachwuchsabteilung des HK Woronesch. Von dort aus wechselte er zu den Faucons de Sherbrooke (ab 1998 Castors de Sherbrooke), die ihn beim CHL Import Draft 1997 in der ersten Runde als insgesamt zehnten Spieler ausgewählt hatten und für die er von 1997 bis 2000 in der kanadischen Juniorenliga QMJHL aktiv war, ehe er die Saison 1999/2000 bei seinem Heimatverein HK Woronesch in der Wysschaja Liga, der zweiten russischen Spielklasse, beendete. Die Saison 2000/01 verbrachte er überwiegend bei den Johnstown Chiefs in der ECHL. Zudem kam er zu je einem Einsatz für die Detroit Vipers in der International Hockey League und Lokomotive Jaroslawl in der russischen Superliga. 
In der Saison 2001/02 konnte sich Potapow einen Stammplatz beim Superliga-Teilnehmer Torpedo Nischni Nowgorod erkämpfen. Für diesen erzielte er in seinem ersten kompletten Jahr in der höchsten russischen Spielklasse in 49 Spielen sieben Tore und gab acht Vorlagen. Zur folgenden Spielzeit wurde er vom Hauptstadtklub HK Spartak Moskau unter Vertrag genommen, verließ diesen jedoch bereits nach nur elf punktlosen Spielen wieder, um sich dessen Ligarivalen Molot-Prikamje Perm anzuschließen. Dort übernahm er eine Führungsrolle und erzielte in 32 Spielen 14 Scorerpunkte, davon fünf Tore. Als seine Mannschaft am Saisonende in die Wysschaja Liga abstieg, kehrte er zu seinem Ex-Klub Torpedo Nischni Nowgorod zurück.
Mit Torpedo Nischni Nowgorod musste Potapow in der Saison 2003/04 ebenfalls den Abstieg in die zweite Liga hinnehmen, blieb dem Verein jedoch erhalten und erreichte mit Torpedo im dritten Anlauf in der Saison 2006/07 den Wiederaufstieg in die Superliga. Seit der Saison 2008/09 stand der Russe für Torpedo in der neu gegründeten Kontinentalen Hockey-Liga auf dem Eis.
Nach elf Jahren Vereinszugehörigkeit wurde Potapow im September 2014 im Tausch gegen Wladimir Malewitsch an Atlant Moskowskaja Oblast abgegeben. Aufgrund finanzieller Probleme zog sich Atlant nach der Saison 2014/15 vom Spielbetrieb zurück und Potapow wechselte mit einigen anderen Spielern des Klubs zum HK Spartak Moskau, der Atlants KHL-Startplatz übernahm. Im Oktober 2017 wurde er von Spartak entlassen und wechselte zum HSC Csíkszereda nach Rumänien, wo er die Spielzeit beendete. Nachdem er die Saison 2018/19 bei den Nippon Paper Cranes in der Asia League Ice Hockey verbracht hatte, beendete er seine Karriere.

## Erfolge und Auszeichnungen
- 2007 Meister der Wysschaja Liga und Aufstieg in die Superliga mit Torpedo Nischni Nowgorod

## KHL-Statistik
(Stand: Ende der Saison 2017/18)